# Ошлей, Пётр Матвеевич
Пётр Матвеевич Ошлей (1886, Курляндская губерния — 1937, Москва) — начальник Военно-хозяйственного управления РККА, член военного совета при народном комиссаре обороны СССР, коринтендант.

## Биография
Родился в имении Октен Тальсенского уезда Курляндской губернии в семье агронома (управляющего имением). Окончил Тальсенское городское училище. В 1905 с семьёй порвал, включившись в революционную работу, С 1907 по 1914 состоял членом Латышской социал-демократической партии. Подпольно работал в Берлине. Был арестован, приговорён к расстрелу, но сумел бежать. В 1914 призван на военную службу рядовым в лейб-гвардии Кексгольмский полк, в котором служил до конца 1915. Затем учился во 2-й Петроградской школе прапорщиков, которую окончил в мае 1916. С мая по июнь 1916 младший офицер 105-го запасного полка в Оренбурге. С сентября того же года служил в 7-м Бауском латышском стрелковом полку.
С декабря 1917 председатель революционного трибунала Вольмарского уезда Латвии. В Красной Армии с июня 1919. Участник Гражданской войны на Петроградском, Западном и Южном фронтах. В ходе войны занимал крупные политические должности. С июня 1919 военком 2-й бригады 4-й стрелковой дивизии, а с декабря того же года военком 10-й стрелковой дивизии. С апреля 1920 комиссар 8-й Минской стрелковой дивизии. С декабря 1920 член Реввоенсовета 6-й армии. Участник подавления Кронштадтского мятежа в должности
особоуполномоченного штаба Южной группы войск. После Гражданской войны на ответственной работе в войсках и центральном аппарате наркомата по военным и морским делам. С мая 1921 военком штаба
вооружённых сил Украины и Крыма, а затем Украинского военного округа. С апреля 1924 военком Управления РККА, а с октября того же года старший секретарь РВС СССР. С октября 1925 управляющий делами наркомата по военным и морским делам и РВС СССР (он же секретарь РВС СССР). С марта 1928 начальник Военно-хозяйственного управления Управления снабжения РККА. С августа 1935 помощник командующего Московского военного округа по материальному обеспечению. Член Военного совета при наркоме обороны.
Арестован 31 мая 1937. Военной коллегией Верховного Суда СССР 31 октября 1937 по обвинению в принадлежности к военному заговору в РККА, приговорён к расстрелу. Приговор приведён в исполнение на следующий день 1 ноября 1937. Посмертно реабилитирован определением Военной коллегии Верховного суда СССР 19 мая 1956.

### Адрес
Москва, Лубянский проезд, дом 17, квартира 17.

### Звания
- коринтендант, 21.11.1935;[3][4]

### Награды
Награждён орденом Красного Знамени (1928) и орденом Трудового Красного Знамени Белорусской ССР (1932).